# Euphaedra featheri
Euphaedra featheri är en fjärilsart som beskrevs av Van Someren 1935. Euphaedra featheri ingår i släktet Euphaedra och familjen praktfjärilar. Inga underarter finns listade i Catalogue of Life.